# Jablanica
Jablanica es una ciudad y municipio de Bosnia y Herzegovina. Se encuentra en el cantón de Herzegovina-Neretva, dentro del territorio de la Federación de Bosnia y Herzegovina. La capital de la municipalidad de Jablanica es la ciudad homónima.

## Localidades
La municipalidad de Jablanica se encuentra subdividida en las siguientes localidades:
- Baćina.
- Bijela.
- Čehari.
- Čivelj.
- Đevor.
- Dobrigošće.
- Dobrinja.
- Doljani.
- Donja Jablanica.
- Donje Paprasko.
- Dragan Selo.
- Glodnica.
- Glogošnica.
- Gornje Paprasko.
- Jablanica (capital).
- Jelačići.
- Kosne Luke.
- Krstac.
- Lendava.
- Lug.
- Mirke.
- Mrakovo.
- Ostrožac.
- Poda.
- Ravna.
- Risovac.
- Rodići.
- Slatina.
- Sovići.
- Šabančići.
- Šanica.
- Zlate.
- Žuglići.

## Demografía
En el año 2009 la población de la municipalidad de Jablanica era de 11 810 habitantes. La superficie del municipio es de 301 kilómetros cuadrados, con lo que la densidad de población era de 39 habitantes por kilómetro cuadrado.